# Белл, Джордж (генерал-майор)
Джордж Белл (англ. George Bell Jr.; 1859—1926) — генерал-майор армии США.

## Биография
Родился 22 января 1859 года в форте Fort McHenry в Балтиморе, штат Мэриленд, в семье бригадного генерала Джорджа Белла (1828—1907).
Учился в Военной академии США. После получения в 1880 году диплома, находился на военной службе, был во многих местах страны, в том числе в фортах: Fort Maginnis, Fort Shaw, Fort Ellis, Fort Snelling и Fort Missoula. В 1890-х годах Джордж Белл работал профессором военных наук в Корнеллском университете. В 1894 году здесь же он получил юридическое образование и сдал экзамен на адвоката в Нью-Йорке.

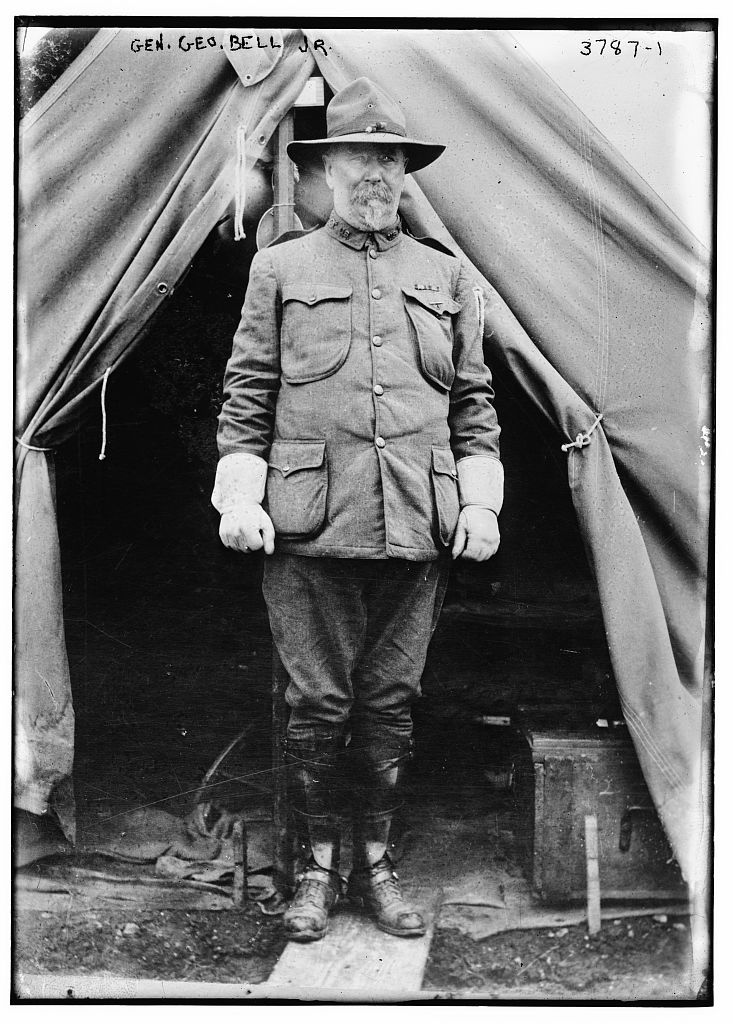
Джордж Белл в 1915 году

Участник Испано-американской войны, принимал участие в кампании Santiago Campaign, а также в кампании Samar Campaign Филиппино-американской войны. В 1907 году Белл был назначен в Комитете по пехотной технике (Infantry Equipment Board), принимал участие в разработке многих приспособлений, которые позже были использованы в Первой мировой войне.
В 1913 году Джордж Белл принял командование 16-м пехотным полком (16th Infantry Regiment) дислоцированном в форте Presidio в Сан-Франциско (штат Калифорния). В 1916 году он получил звание бригадного генерала и был назначен главой округа Эль-Пасо во время Мексиканской экспедиции 1916 года.
В начале Первой мировой войны Белл был произведен в генерал-майоры и назначен командиром 33-й дивизии Национальной гвардии Иллинойса. С ней прошел всю войну, воюя в составе австралийских вооруженных сил Британской империи и французского корпуса. После войны он командовал VI корпусом со штаб-квартирой в Чикаго (штат Иллинойс) до достижения возраста обязательного выхода на пенсию в 1923 году.
После окончания военной карьеры, Белл был избран президентом банка Chicago’s Hill State Bank.
Умер 29 октября 1926 года в Чикаго, штат Иллинойс. Был похоронен в городском некрополе Rosehill Cemetery and Mausoleum.
В числе многих наград Джорджа Белла: медаль «За выдающуюся службу» (Армия США), Военный крест (Франция) (с пальмовой ветвью), орден Почётного легиона и орден Святых Михаила и Георгия (рыцарь-командор).
В честь американского генерала были названы амфитеатр Bell Bowl Prairie в Иллинойсе, чикагский Bell Park, подразделение George Bell Post Американского легиона и форт Fort Bell на Бермудских островах (ныне Naval Air Station Bermuda).